# کاخ کوچوک‌سو
کاخ کوچوک‌سو یا کوشک کوچوک‌سو (به ترکی استانبولی: Küçüksu Kasrı) یک اقامتگاه تابستانی یا کوشک در دوره امپراتوری عثمانی است که در محله کوچوک‌سو منطقهٔ بیکوز استانبول در بخش آسیایی این شهر و در تنگه بسفر بین پل سلطان محمد فاتح و دژ آنادولحیصاری واقع شده‌است. این کوشک تابستانی از سوی سلاطین عثمانی به منظور اقامت‌های کوتاه برای شکار و گشت و گذار مورد بهره‌برداری قرار می‌گرفت.

## پیشینه
این کوشک به فرمان سلطان عبدالمجید یکم (۱۸۶۱–۱۸۲۳) ساخته شده که معمار آن فردی ارمنی‌تبار به نام قاراپط باریان است که این کاخ را به شیوه معماری نئوباروک ساخته‌است و در سال ۱۸۵۷ به پایان رسانده‌است.
در دوره سلطان عبدالعزیز (۱۸۷۶–۱۸۳۰) قسمتهای مختلف این کاخ مورد مرمت و بازسازی قرار گرفت و تزئینات بسیار زیاد دیگری به آن اضافه گردید.

## معماری
این کاخ دارای دو طبقه و یک زیرزمین است که بخش زیرین آن محل آشپزخانه سلطنتی، انبار محل خدمتگزاران، و سایر خدمات بوده‌است و در طبقات اول و دوم اتاقهای خانواده سلطنتی بوده‌است.